# Rophites algirus
Rophites algirus – gatunek błonkówki z rodziny smuklikowatych i podrodziny wigorczykowatych.
Gatunek ten został opisany w 1895 roku przez Theodosia De Stefaniego Pereza.
Pszczoła o ciele długości od 8,5 do 10 mm. Owłosienie jej tarczki i tarczy złożone jest z długich i lekko pierzastych włosków. Samice cechują się obecnością na czole wielu kolców o różnych rozmiarach oraz prawie niepunktowaną dolną ⅓ powierzchni nadustka. Samce charakteryzują się odnóżami tylnymi o członie nasadowym stopy zaokrąglonym w części odsiebnej i prawie dwukrotnie szerszym niż drugi i trzeci, piątym sternitem płaskim i prawie bezwłosym, szóstym sternitem pozbawionym wypukłości bocznych oraz wyposażonym w dłuższe od nóżki czułka i oddalone od jego tylnej krawędzi zęby boczne, oraz siódmym sternitem z tylnymi wyrostkami płatowatymi o prostej przedwierzchołkowej części brzegu wewnętrznego.
Owad o rozsiedleniu zachodniopalearktycznym, w Europie znany z Francji, Niemiec, Szwajcarii, Austrii, Włoch, Polski, Czech, Słowacji, Węgier, Słowenii i Grecji. Ponadto występuje w północnej Afryce, Azji Mniejszej, na Bliskim Wschodzie i Kaukazie. Gatunek oligolektyczny, związany z jasnotowatymi. Gniazda buduje pod ziemią.
W 2002 roku umieszczony został na Czerwonej liście zwierząt ginących i zagrożonych w Polsce jako gatunek o słabo rozpoznanym statusie.